# Lee Jun-gil
Lee Jun-gil (* 18. September 1985) ist ein ehemaliger südkoreanischer Skilangläufer. 

## Werdegang
Lee nahm von 2002 bis 2011 an Wettbewerben der Fédération Internationale de Ski teil. Sein erstes von insgesamt zwei Weltcuprennen lief er im November 2008 in Kuusamo, welches er mit dem 81. Rang im Sprint beendete. Im Januar 2009 wurde er südkoreanischer Meister über 10 km klassisch und 15 km Freistil. Bei den nordischen Skiweltmeisterschaften 2009 in Liberec belegte er den 80. Platz im Sprint. 2010 gewann er Gold bei den südkoreanischen Meisterschaften über 15 km Freistil. Bei den Olympischen Winterspielen 2010 in Vancouver erreichte er den 79. Platz über 15 km Freistil. Bei der Winter-Asienspielen 2011 holte er Bronze mit der Staffel.